# Paranemastoma aeginum
Paranemastoma aeginum is een hooiwagen uit de familie aardhooiwagens (Nemastomatidae). De originele naamcombinatie (protoniem) was Nemastoma globuliferum Roewer 1951. Een volgende naamrecombinatie werd gepubliceerd als Paranemastoma aeginum (Roewer 1951) in Schönhofer 2013.